# Imaginationland Episode III
Imaginationland Episode III is de 165e aflevering (#1112) en de twaalfde aflevering van het elfde seizoen van de Amerikaanse animatieserie South Park. Deze aflevering werd in de Verenigde Staten voor het eerst uitgezonden op 31 oktober 2007 op Comedy Central.
Het is het derde en laatste deel van een trilogie, die verder bestaat uit Imaginationland en Imaginationland Episode II.

## Verhaal
De aflevering begint met een verslag van de gebeurtenissen van de twee afleveringen ervoor door Aslan: Imaginationland werd door terroristen aangevallen en de terroristen hebben de Muur opgeblazen. Toen waren de slechte fantasiefiguren vrij. En nu gaat hun laatste gevecht plaatsvinden. De slechte fantasiefiguren zijn met veel meer. Maar er is één hoop, de jongen van de echte wereld: Butters. Butters heeft een kracht die hij nog moet gaan begrijpen.
Ondertussen laat Al Gore de video van ManBearPig, die wat mensen heeft vermoord, uitkomen, want hij wil de mensen waarschuwen voor het gevaar van Imaginationland. Daardoor is het Pentagon gedwongen om iedereen te vertellen over de terroristenaanslag op Imaginationland. Ze vertellen ook over de atoombom. Niet iedereen is het ermee eens om Imaginationland te bombarderen. Ze willen liever Kurt Russell sturen. Echter, het Pentagon had dat al geprobeerd en Kurt Russell was door bosdiertjes verkracht. Het Pentagon zegt dat fantasiedingen niet echt zijn en dat ze geen toestemming nodig hebben om ze te bombarderen. Echter, er was al ooit een beroemde rechtszaak geweest over dat Eric Cartman en Leprechaun had gezien. Kyle Broflovski geloofde het niet en wedde erom met als inzet dat hij aan Cartmans ballen zou likken. Cartman won, maar Kyle weigerde. Door de weddenschap werd Kyle gedwongen. Maar door een ongelukkige samenloop van omstandigheden waren Cartmans ballen nog steeds droog.
Kyle ligt in een ziekenhuis en hoort Stan in zijn fantasie. Cartman komt langs met een fotograaf en staat klaar om aan zijn ballen gelikt te worden. Net als in het Pentagon rekt hij het zo veel mogelijk en vertelt dat Stan nu in Imaginationland is en dat ze een atoombom door de poort gaan gooien. Maar dan verschijnt het nieuws en de rechters hebben besloten dat fantasiedingen niet echt zijn. Daarom mag Imaginationland gebombardeerd worden... en Kyle hoeft niet aan Cartmans ballen te likken!
Het gevecht om kasteel Zonlicht gaat bijna beginnen en Butters blijkt de kracht te hebben om zijn fantasie in Imaginationland om te kunnen zetten in iets echts. Om te beginnen moet hij de Kerstman, die vermoord is, terugbrengen. In het begin lijkt het te mislukken. Het leger der Goede fantasiefiguren trekt, onder leiding van Jezus, ten strijde tegen het slechte leger.
Kyle hoort Stan nog een keer in zijn fantasie en praat met hem. Kyle vertelt over de atoombom en Stan raakt in paniek. Stan zegt tegen Kyle dat hij het Pentagon moet stoppen. Dan ziet Stan het gevecht, dat net begint. Aan beide kanten zijn zware verliezen: een van de leden van de Raad der Negen, Morpheus, wordt vermoord en de Bosdieren trekken moordend door de strijd. Maar Butters krijgt eindelijk controle over zijn fantasie en haalt de Kerstman terug. Die gaat vechtend de strijd in. Butters fantaseert nog veel meer en de kansen zijn gekeerd.
Kyle probeert tevergeefs in het Pentagon te komen. Kyle gaat bij wat protesterende hippies staan en Al Gore probeert iedereen ervan te overtuigen dat dit de enige manier is om ManBearPig te doden. Het gaat door Butters weer wat beter in het gevecht en de overwinning is dichtbij. Butters zweeft in een luchtbel door de strijd en helpt waar hij kan. Dan wordt de, door de goede figuren gevangengenomen, Stan naar Aslan en Butters gebracht. Stan vertelt over de atoombom.
Cartman breekt voor de tweede keer in bij het Pentagon. Hij probeert iedereen ervan te overtuigen dat fantasiedingen wel echt zijn. Dat lukt hem niet. Enkele momenten later valt Kyle ook binnen. Hem lukt het wel het Pentagon te overtuigen. Cartman zegt dat hij dus de weddenschap gewonnen. Kyle wordt woedend en schreeuwt tegen Cartman dat hij nooit aan Cartmans ballen zal likken, al wordt het zijn dood. Al Gore gaat het Pentagon binnen en slaat met de kreet ‘ManBearPig moet sterven!’ tegen de computer van de Poort. Daardoor zuigt de Poort alles en iedereen in de kamer, inclusief de atoombom naar Imaginationland.
Het gevecht is door de goede fantasiefiguren gewonnen en iedereen is blij, maar dan vallen de mensen van het Pentagon, Kyle en Cartman uit de lucht. Dan valt de atoombom neer en vernietigt alles en iedereen behalve Butters. Butters heeft de bom overleefd en fantaseert heel Imaginationland, alle figuren, een opgebouwde muur en alle mensen die door de poort gezapt waren. Cartman zegt dat hij denkt dat iedereen de kracht heeft om fantasie echt te maken heeft. Hij voegt daad bij het woord: Hij fantaseert zichzelf en Kyle die aan de ballen van de fantasie Cartman likt. Cartman herinnert Kyle eraan dat Kyle had gezegd dat fantasiedingen echt waren. De burgemeester zorgt ervoor dat de jongens thuiskomen en in hun bed wakker schrikken.
Butters schrikt thuis wakker en denkt dat alles maar een droom was. Zijn ouders maken Butters wakker. Butters vertelt ze over zijn ‘droom’. Zijn vader zegt boos dat het allemaal echt was en dat ze er alles over in de krant hadden gelezen. De vraag is echter wat Butters in Imaginationland aan het doen was terwijl hij eigenlijk zijn moeder moest helpen schoonmaken. Butters krijgt huisarrest. Butters probeert zijn fantasie te gebruiken, maar zijn vader zegt dat het alleen in Imaginationland werkt. Butters eindigt de episode met: “Aw, shit.”.